# Équipe d'Équateur de football à la Copa América 2001
L'équipe d'Équateur de football participe à sa 22e Copa América lors de l'édition 2001, qui se tient en Colombie du 11 juillet 2001 au 29 juillet 2001. Les Équatoriens terminent 3e du groupe A et sont directement éliminés de la compétition.

## Résultat

### Premier tour
| Classement final |           |     |   |   |   |   |    |    |      |
|                  | Équipe    | Pts | J | G | N | P | BP | BC | Diff |
| 1                | Colombie  | 9   | 3 | 3 | 0 | 0 | 5  | 0  | +5   |
| 2                | Chili     | 6   | 3 | 2 | 0 | 1 | 5  | 3  | +2   |
| 3                | Équateur  | 3   | 3 | 1 | 0 | 2 | 5  | 5  | 0    |
| 4                | Venezuela | 0   | 3 | 0 | 0 | 3 | 0  | 7  | -7   |

| 11 juillet | Chili    | 4 | 1 | Équateur  |
| 11 juillet | Colombie | 2 | 0 | Venezuela |
| 14 juillet | Chili    | 1 | 0 | Venezuela |
| 14 juillet | Colombie | 1 | 0 | Équateur  |
| 17 juillet | Équateur | 4 | 0 | Venezuela |
| 17 juillet | Colombie | 2 | 0 | Chili     |

| 11 juillet 2001 | Chili                                          | 4 – 1   | Équateur              | Metropolitano (Barranquilla)                      |                                                   |
| 18 h 00         | Navia 29e · Montecinos 73e, 90e · Corrales 85e | (1 - 0) | Chalá 53e · Chalá 77e | Spectateurs : 40 000 Arbitrage : Gilberto Hidalgo | Spectateurs : 40 000 Arbitrage : Gilberto Hidalgo |

| 14 juillet 2001 | Colombie        | 1 – 0   | Équateur        | Metropolitano (Barranquilla)                   |                                                |
| 18 h 30         | Aristizábal 29e | (1 - 0) | A. Aguinaga 81e | Spectateurs : 50 000 Arbitrage : Ubaldo Aquino | Spectateurs : 50 000 Arbitrage : Ubaldo Aquino |

| 17 juillet 2001 | Équateur                                      | 4 – 0   | Venezuela | Metropolitano (Barranquilla)                      |                                                   |
| 18 h 30         | Delgado 19e, 63e · Fernández 29e · Méndez 60e | (2 - 0) |           | Spectateurs : 20 000 Arbitrage : Gilberto Hidalgo | Spectateurs : 20 000 Arbitrage : Gilberto Hidalgo |

## Navigation